# Бузи, Луиджи
Луиджи Бузи (итал. Luigi Busi; 7 мая 1837, Болонья — 31 мая 1884, Болонья) — итальянский художник.
С 12-летнего возраста учился в художественном училище Вентуроли у Гаэтано Серрадзанетти, занимался также под руководством художников Наполеоне Анджолини и Клементе Альбери. Первого заметного успеха добился в 1855 году, когда была выставлена и приобретена его картина «Встреча Иакова с Рахилью» (итал. L’incontro di Giacobbe con Rachele). В 1858 г. получил стипендию для продолжения образования в Риме. Вернувшись в Болонью в 1860 г., продолжал образование в училище Вентуроли у Раффаэле Фаччоли и Луиджи Серра, одновременно работал над декорациями к опере Джузеппе Верди «Риголетто» для оперного театра в Сан-Джованни-ин-Персичето. На региональной выставке 1863 г. был удостоен почётного упоминания за картину «Последние часы дожа Фоскари» (итал. Le ultime ore del doge Foscari). В 1867 г. успешно участвовал во Всемирной выставке в Париже, в 1873 г. был удостоен медали Всемирной выставки в Вене за картины «Материнское счастье» (итал. Compiacenze materne) и «Радость грусти» (итал. Gioia di dolore). В 1875 г. жанровое полотно Бузи «Последствия брака, заключённого только по церковному обряду» (итал. Conseguenze di un matrimonio celebrato col solo rito religioso) получило премию принца Умберто за лучшую работу выставки в сумме 4000 итальянских лир. Написал также серию портретов, в том числе Камилло Кавура и Марко Мингетти.
Помимо станковой живописи Бузи занимался также церковными фресками, из которых наиболее значительна алтарная фреска «Мученичество святых Виталия и Агриколы» в посвящённой этим святым болонской церкви. В 1861—1866 гг. работал над оформлением интерьеров Муниципального театра Болоньи.
В 1882 г. у художника проявилось психическое заболевание, и последние два года жизни он провёл в лечебнице в Пистое.
В 2018 г. в Болонье прошла персональная ретроспективная выставка Бузи (около 60 работ) под названием «Элегантность правды» (итал. L'eleganza del vero).

## Галерея
- Встреча Иакова с Рахилью (1855)
- Последние часы дожа Фоскари (1862)
- Торквато Тассо и кардинал Чинцио Альдобрандини в монастыре Святого Онуфрия в Риме (1863—1864)
- Последствия брака, заключённого только по церковному обряду (1875)